# Bandera del esperanto
La bandera del esperanto (en esperanto: Esperanta flago) es la bandera oficial y uno de los tres símbolos representativos del idioma esperanto en el mundo. La bandera es verde, color representativo del idioma desde el inicio, con la parte superior al asta (cantón) blanca, donde se incluye una estrella de 5 puntas, también verde.
El color verde de la bandera simboliza esperanza, mientras que el color blanco simboliza paz y la estrella representa los cinco continentes mediante sus puntas.

## Historia
La bandera fue creada inicialmente por el club de Esperanto de Boulogne-sur-Mer en Francia, sin embargo, en 1905 tuvo lugar en la localidad el primer Congreso Universal de Esperanto (Universala Kongreso de Esperanto) donde se decidió aprobar la bandera como símbolo representativo del idioma.